# خط نیکو
خط نیکو (به ژاپنی:日光線, Nikkō-sen) یکی از خطوط شرکت راه‌آهن شرق ژاپن است. این خط مابین ایستگاه اوتسونونومیا و ایستگاه نیکو در استان توچیگی کشیده شده‌است. این خط ۷ ایستگاه دارد.